# Jiegŋajávrre
Jiegŋajávrre, enligt tidigare ortografi Jeknajaure, är en sjö i Jokkmokks kommun i Lappland och ingår i Luleälvens huvudavrinningsområde. Sjön har en area på 0,149 kvadratkilometer och ligger 1 187,3 meter över havet. Jiegŋajávrre ligger i Sarek Natura 2000-område. Sjön avvattnas av vattendraget Jiegŋavággejågåsj.

## Delavrinningsområde
Jiegŋajávrre ingår i det delavrinningsområde (745443-158636) som SMHI kallar för Mynnar i Kåtokjåkkå. Medelhöjden är 1 366 meter över havet och ytan är 16,16 kvadratkilometer. Det finns inga avrinningsområden uppströms utan avrinningsområdet är högsta punkten. Jiegŋavággejågåsj avvattnar avrinningsområdet och vattnet flödar därefter genom Gådokjåhkå, Ráhpaädno, Blackälven (Smadjeädno), Lilla Luleälven och Luleälven innan det når havet efter 317 kilometer. Avrinningsområdet består mestadels av kalfjäll (96 procent). Avrinningsområdet har 0,15 kvadratkilometer vattenytor vilket ger det en sjöprocent på 0,9 procent. Delavrinningsområdet täcks till 3,03 procent av glaciärer, med en yta av 0,4894 kvadratkilometer.